# 밤과 음악사이 (라디오 프로그램)
밤과 음악사이는 G1 Fresh-FM(원주 103.1 춘천 105.1 강릉 106.1 태백 99.3 평창 88.3, 속초 101.3MHz)에서 2012년 12월 31일부터 2017년 3월 26일까지 5년간 종영 방송 된 G1 강원민방 박선영 아나운서가 진행하고 있는 라디오 음악 프로그램이다.

## 역대 방송시간
| 방송 채널   | 방송 기간                          | 방송 시간           | 방송 분량 |
| ----------- | ---------------------------------- | ------------------- | --------- |
| G1 프레쉬FM | 2012년 12월 31일 ~ 2014년 8월 24일 | 매일 새벽 2시 ~ 3시 | 1시간     |
| G1 프레쉬FM | 2014년 8월 25일 ~ 2015년 5월 1일   | 매일 새벽 3시 ~ 4시 | 1시간     |
| G1 프레쉬FM | 2015년 5월 2일 ~ 2016년 11월 27일  | 매일 밤 1시 ~ 2시   | 1시간     |
| G1 프레쉬FM | 2016년 11월 28일 ~ 2017년 3월 26일 | 매일 밤 12시 ~ 1시  | 1시간     |

## 진행
- 박선영 아나운서 (여)

## 역대 진행자
- 정수현 기상 캐스터 (여)
- 유진태 아나운서 (남)
- 홍주연 기상 캐스터 (여)
- 최영희 아나운서 (남)
- 염지혜 아나운서 (여)

## 코너소개
박선영의 밤과 음악사이는 매일, 요일별로 다양한 코너로 구성되어 있다.

### [월-금요일]
- Everyday Music : 마음을 따뜻하게 하는 노래가사를 읽어드립니다.

### [토요일]
- 밤사 우체통 : 작지만 울림이 있는 이야기를 이야기를 속삭이듯 전해드립니다.

### [일요일]
- 오늘, 그날 : 그날엔 과연 무슨 일이 있었을까? 과거에 있었던 사건들을 생생하게 들어 봅니다.